# Azami
Azami（アザミ）は、日本のハードコア・ロックバンドである。
埼玉県で2013年結成。2013年10月初ライブ。2015年10月から2016年1月にかけて"Lilac" Release Tourを敢行する傍ら、Crystal Lake,MEANING,Before My Life Fails,RIDDLEのリリースツアーにも参加。2016年8月にはSUMMER SONIC 2016年9月には Bloodaxe Festival2016への出演した。同年10月16日、バンド・コンテスト『Red Bull Live on the Road』（レッドブル・ライブ・オン・ザ・ロード）では応募総数300組から、東京・大阪・名古屋の3会場で行われたQUALIFY STAGE（予選ステージ）を経てFINAL STAGE（決勝）進出した。

## メンバー
- 石井純平　ボーカル
- 関普円（1991年6月5日 - ）ギター・ボーカル
- 中川智伸（1993年6月8日 - ）ギター
- 上島智樹　ベース・ボーカル
- 河野大夢（1994年4月13日 - ）ドラム

## バンド名の由来
ことわざの「薊（アザミ）の花も一盛り」より。意味はトゲが多くあまり見栄えのしないアザミでも花が咲く美しい時期があることから、器量のよくない女性であっても、年頃になるとそれなりの魅力や色気が出るものだというたとえ。

## 来歴
- 2013年 関普円(Gt&Vo) 中川智伸(Gt) 三浦詩音(Vo) のメンバーで結成、地元埼玉、都内を中心にライブ活動を開始。
- 2014年6月1日、1stシングル『色褪せたその絵は/その瞬間(とき)まで』を自主製作で発売。
- 2015年 加藤航(Ba)が正式加入。
- 2015年6月1日、2ndシングル『碧』を自主製作で発売。
- 2015年10月3日、1stミニアルバム『Lilac』を自主製作で発売。
- 2016年10月10日、2ndミニアルバム『Wolf』をVision of Fatima splitとのコラボレーションアルバムとして発売。
- 2017年 河野大夢(Dr)が正式加入。
- 2017年8月2日、初の全国流通ミニアルバムとなる『DAWN』をMad Trip Traxよりタワーレコード限定発売。
- 2017年8月5日、渋谷Cycloneを皮切りに "DAWN" Release tour 2017を慣行。
- 2018年6月3日、百万石音楽祭に出演。
- 2019年1月23日、全国流通ミニアルバム第二弾となる『LEAP』をMad Trip Traxより発売。
- 2021年2月27日、三浦詩音(Vo)が脱退。[1][2]
- 2021年7月20日、石井純平(Vo)が加入。[3]
- 2023年1月10日、加藤航(Ba)が脱退。[4]
- 2023年6月1日、上島智樹(Ba)が加入。[5]
- 2023年8月3日、石井純平加入後初となるEP『FORWARD』を配信開始。[6][7]

## ミュージックビデオ
| 曲名           | リンク                                                         |
| ヘイトスピーチ | https://www.youtube.com/watch?v=Stby8tS-M3w                    |
| Farewell       | https://www.youtube.com/watch?v=G-RsZbxE8pg&t=113s             |
| DAWN trailer   | https://www.youtube.com/watch?v=uH-4TS5gdPA&t=2s               |
| カガミグサ     | https://www.youtube.com/watch?v=F3lVxYlpGJc&list=RDF3lVxYlpGJc |
| リップサービス | https://www.youtube.com/watch?v=GCiPjhXhtxc                    |
| Milestone      | https://www.youtube.com/watch?v=Ohfi42UyvAM                    |